# Jorge García (Skirennläufer)
Jorge García Oliver (* 2. Mai 1956) ist ein ehemaliger spanischer Skirennläufer.

## Biografie
Jore García nahm an den Olympischen Winterspielen 1976 und 1980. García trat im 1976 in der Abfahrt und im Slalom an. In der Abfahrt beendete er das Rennen als 42., im Slalom hingegen schied er aus. Vier Jahre später nahm er anstatt in der Abfahrt im Riesenslalom-Rennen teil und belegte den 23. Rang. Im Slalom schied er erneut aus.